# Dampleux
Dampleux är en kommun i departementet Aisne i regionen Hauts-de-France i norra Frankrike. Kommunen ligger  i kantonen Villers-Cotterêts som ligger i arrondissementet Soissons. År 2022 hade Dampleux 378 invånare.

## Befolkningsutveckling
Antalet invånare i kommunen Dampleux
Referens: INSEE